# Ioan Milea
Ioan Milea (n. 11 martie 1958, Turda) este un poet, eseist și traducător român.

## Biografie
S-a născut în orașul Turda, în familia magazionerului Gheorghe Milea și al soției sale, vânzătoarea Valeria (n. Ilea). A urmat studii elementare (1965-1973) și liceul (1973-1978) la Turda, apoi cursurile Facultății de Filologie din cadrul Universității din Cluj, secția română-italiană (1979-1983). În perioada studenției a redactat revista Echinox din Cluj-Napoca. 
După absolvirea facultății a lucrat ca profesor de limba și literatura română la Liceul nr. 2 din Oradea (1983-1989), redactor la revistele literare Tribuna (februarie – mai 1990) și Apostrof (mai 1990 – noiembrie 1991), apoi cercetător științific la Institutul de Lingvistică și Istorie Literară „Sextil Pușcariu” din Cluj, Secția de istorie literară. În calitate de cercetător a contribuit la elaborarea mai multor lucrări importante precum Dicționarul scriitorilor români (I-IV, 1995-2001, coordonatori Mircea Zaciu, Marian Papahagi, Aurel Sasu), Dicționarul esențial al scriitorilor români (coordonatori Mircea Zaciu, Marian Papahagi, Aurel Sasu, 2000), Dicționarul cronologic al romanului românesc de la origini până la 1989 (Editura Academiei Române, București, 2004), Dicționarul general al literaturii române (vol. I-VII, Editura Univers Enciclopedic, București, 2004-2009), Dicționarul cronologic al romanului tradus (Editura Academiei Române, București, 2005), Dicționarul cronologic al romanului românesc – 1990-2000 (Editura Academiei Române, București, 2011) ș.a.
Activitatea științifică și literară a lui Ioan Milea a fost recunoscută de specialiști, care i-au decernat mai multe premii: Premiul pentru traducere al revistei Poesis (1991), Premiul pentru polivalență culturală al revistei Familia (1996), Premiul pentru debut în critică al Salonului național de carte din Cluj-Napoca (1996), Premiul Uniunii Scriitorilor din România pentru vol. Dicționarul cronologic al romanului românesc (coautor) (2004), Premiul „Mircea Zaciu” al Uniunii Scriitorilor din România – Filiala Cluj (2005), pentru vol. Dicționarul cronologic al romanului tradus în România (coautor) și Premiul pentru poezie al Bibliotecii Județene „Octavian Goga” din Cluj (2007).
De asemenea, Ioan Milea a fost decorat în anul 2009 cu Ordinul Meritul Cultural în grad de cavaler, categoria A „Literatură”, „în semn de apreciere deosebită pentru întreaga activitate de cercetare științifică, încununată cu apariția Dicționarului general al literaturii române”.

## Activitatea literară
Ioan Milea s-a format la cenaclul Echinox în anii '80 și a debutat cu versuri în revista Tribuna (1980), el publicând ulterior în revistele Echinox, Steaua, Familia, Vatra, Apostrof, Poesis, Calende, Contrapunct etc. Debutul editorial a avut loc cu volumul de critică Lecturi bacoviene și alte eseuri (1995), urmat de placheta de versuri Seară cu Dante și alte poeme (1996). În afară de poezie, a mai realizat și publicat traduceri din scrierile religioase ale lui Rudolf Otto, Giuseppe Tucci, Blaise Pascal, Julius Evola, Tomáš Špidlík, Marko Ivan Rupnik ș.a.
Criticul Ion Pop considera versurile lui Ioan Milea ca fiind „o poezie de calitate, a cărei substanță livrescă e benefic concurată de o fină sensibilitate „impresionistă”, foarte adecvată sentimentului dominant al fragilității ființei prinse în brutalul zgomot al lumii și în furia ei. Un discurs ce se ferește programatic de retorism, alegând mai degrabă calea unui soi de minimalism exersat la școala stanțelor bacoviene”, apropiindu-le de rafinamentul haiku-ului. Poeziile sale sunt dominate de melancolie, încercând să surprindă momentele momentele de grație create de transgresarea întâmplătorului către esențial și regăsirea drumului către divinitate. Criticul Alexandru Cistelecan plasează viziunile lirice ale autorului între miraj și angoasă, într-o confruntare permanentă cu desfigurarea realității și cu coșmarul existenței. Poezia lui Ioan Milea glisează, potrivit criticului Iulian Boldea, „în spațiul nuanței și al imaginarului cu irizații livrești”.
Poeziile sale sunt închise de multe ori în forma fixă a haiku-ului, dezvăluind un univers liric minimalist. Haiku-ul este, în concepția lui Ioan Milea, „promisiunea de a putea regăsi, prin sclipătul unei intuiții minimal exprimate, acel profund și tainic echilibru între tăcere și cuvânt, pe care poezia vremii noastre pare a-⁠l fi pierdut”.

## Opera
- Lecturi bacoviene și alte eseuri, Editura Didactică și Pedagogică, București, 1995;
- Seară cu Dante și alte poeme, Editura Arhipelag, Târgu Mureș, 1996;
- Sub semnul poeziei, eseuri, Editura Paralela 45, Pitești, 1999;
- Recviem în mai (poeme), Editura Limes, Cluj-Napoca, 2007;
- Despre Brâncuși (poeme), Editura Limes, Cluj-Napoca, 2007;
- Florilegiu (poeme), Editura Casa Cărții de Știință, Cluj-Napoca, 2008;
- Lecturi bacoviene, Limes, Cluj-Napoca, 2010;
- Fulgurații (poeme), Limes, Cluj-Napoca, 2010;
- Aievea (poeme alese), Editura Dacia XXI, Cluj-Napoca, 2010;
- Fulgurații II (poeme), Editura Eikon, Cluj-Napoca, 2012;
- Brevilocviu, Charmides, Bistrița, 2013;
- Fulgurații III, Limes, Cluj-Napoca, 2013.

## Traduceri
- Rudolf Otto, Sacrul, Editura Dacia, Cluj-Napoca, 1992 (ed. a II-a 1996, ed. a III-a, 2002; ed. a IV-a, Ed. Humanitas, București, 2005);
- Giuseppe Tucci, Teoria și practica mandalei, Editura Humanitas, București, 1995;
- Rudolf Otto, Despre numinos, în colab. cu Silvia Irimie, Editura Dacia, Cluj-Napoca, 1996 (ed. revăzută, Editura Humanitas, București, 2005);
- Blaise Pascal, Misterul lui Iisus, în colab. cu Simona Șuta, Editura Dacia, Cluj-Napoca, 1998 (ed. a II-a 2002);
- Julius Evola, Tradiția hermetică. Simbolismul ei, doctrina și „Arta Regală”, Editura Humanitas, București, 1999;
- Tomáš Špidlík, Marko Ivan Rupnik, Credință și icoană, Editura Dacia, Cluj-Napoca, 2002 (ed. a II-a, 2008);
- Romano Guardini, Sfârșitul modernității, Editura Humanitas, București, 2004;
- Francesco Lambiasi, A fost răstignit: de ce?, Galaxia Gutenberg, Târgu-Lăpuș, 2006;
- Marko Ivan Rupnik, Arta – memorie a comuniunii, Galaxia Gutenberg, Târgu-Lăpuș, 2007;
- Antonio Spadaro, La ce folosește literatura?, Galaxia Gutenberg, Târgu-Lăpuș, 2007;
- Paola Bignardi, Evanghelia cotidianului, Galaxia Gutenberg, Târgu-Lăpuș, 2007;
- Tomáš Špidlík, Marko Ivan Rupnik, Teologia pastorală. Pornind de la frumusețe, Galaxia Gutenberg, Târgu-Lăpuș, 2008;
- Wolfhart Pannenberg, Ce este omul? Antropologia actuală în lumina teologiei, Editura Herald, București, 2012.